# Edukacja Elementarna w Teorii i Praktyce
Edukacja Elementarna w Teorii i Praktyce – czasopismo naukowe ukazujące się od 2006 r. Czasopismo jest kwartalnikiem podejmującym tematykę edukacji przedszkolnej i wczesnoszkolnej. 
Pismo „Edukacja Elementarna w Teorii i Praktyce” na początku istnienia było wydawane przez Akademię im. Jana Długosza w Częstochowie i Regionalny Ośrodek Doskonalenia Nauczycieli „WOM” w Częstochowie. Następnie kwartalnik współtworzony był przez Regionalny Ośrodek Doskonalenia Nauczycieli „WOM” w Częstochowie wraz z Wyższą Szkołą Filozoficzno-Pedagogiczna „Ignatianum” w Krakowie (obecnie Uniwersytet Ignatianum). Obecnie czasopismo wydaje Uniwersytet Ignatianum w Krakowie. 
Redaktorzy naczelni: 
- 2006–2015 – dr hab. Jolanta Karbowniczek, prof. Akademii Ignatianum w Krakowie
- od 2016 – dr hab. Barbara Surma, prof. Uniwersytetu Ignatianum w Krakowie[3].

W wykazie czasopism naukowych Ministerstwa Edukacji i Nauki z 9 lutego 2021 r. kwartalnik uzyskał 40 punktów.